# Janko Prunk
Janko Prunk (wymowaⓘ) (ur. 30 grudnia 1942 w Loce pri Zidanem Mostu) – słoweński historyk zajmujący się historią najnowszą.

## Życiorys
Urodził się w miejscowości Loka pri Zidanem Mostu koło Sevnicy w środkowej Słowenii, na obszarze wówczas okupowanym przez Niemcy. Studia rozpoczął na uniwersytecie w Lublanie w 1966, kończąc je ze stopniem magistra w 1972. Doktorat na temat stosunków między ruchem Słoweńskich Chrześcijańskich Socjalistów a Komunistyczną Partią Słowenii w ramach Wyzwoleńczego Frontu Słoweńców, co wówczas było dosyć kontrowersyjnym tematem obronił w 1976. W 1984 i 1988 został nagrodzony stypendium Fundacji Aleksandra von Humboldta, co pozwoliło mu kontynuować studia w Kolonii i Fryburgu Bryzgowijskim. Następnie, pracował jako badacz na uniwersytecie we Fryburgu. Od 1966 do 1995 współpracował z Instytutem Historii Najnowszej w Lublanie. Obecnie pracuje jako profesor na Wydziale Nauk Społecznych uniwersytetu w Lublanie.
Pisał na temat analitycznej politologii, historii najnowszej, genezy nowoczesnych formacji politycznych oraz historii myśli społecznej i politycznej w Słowenii. Pisał także o historii ruchów politycznych w Słowenii od końca XIX wieku do czasów II wojny światowej, szczególnie o słoweńskim chrześcijańskim socjalizmie i o najważniejszych problemach narodowościowych Słowenii.
Jest członkiem Instytutu Historii Europejskiej w Moguncji, oraz członkiem (senior fellow) w Centrum Europejskich Studiów Integracyjnych w Bonn.
Działał również w polityce. Jako wielbiciel Jože Pučnika, wstąpił po demokratyzacji w Słowenii do Słoweńskiej Unii Socjaldemokratycznej. Był aktywnym członkiem Słoweńskiej Partii Demokratycznej (znanej jako Socjaldemokratyczna Partia Słowenii w latach 1989–2003). W latach 1992–1993 sprawował urząd ministra bez teki ds. Słoweńców przebywających zagranicą i mniejszości etnicznych w Słowenii w pierwszym koalicyjnym rządzie Janeza Drnovšeka. W latach 2004–2008 pełnił funkcję przewodniczącego wewnętrznego komitetu partii ds. polityki oświatowej; zrezygnował z powodu braku poparcia dla polityki rządu faworyzującej uniwersytety prywatne. Stał się bardzo krytyczny wobec ówczesnego premiera Janeza Janšy, którego oskarżał o bycie „liberałem z autorytarnym piętnem”, który aspiruje do stania się „słoweńskim Piłsudskim”. W 2005 został mianowany przez ministra spraw zagranicznych Słowenii Dmitrija Rupela na przewodniczącego słoweńsko-chorwackiej komisji historycznej utworzonej przez rządy obu państw w celu rzucenia światła na historię stosunków pomiędzy tymi dwoma narodami.

## Działalność naukowa
Janko Prunk jest autorem ponad 350 specjalistycznych artykułów oraz kilku książek. Jego A brief history of Slovenia: Historical background of the Republic of Slovenia jest jedną z podstawowych ogólnych prac na temat słoweńskiej historii.
- A brief history of Slovenia, Lublana 2008, wyd. 3 zaktualizowane, ISBN 978-961-92448-0-7. (poprzednie wydania: 1996, 2000)
- Die rationalistische Zivilisation, Bonn 2003, ISBN 3-936183-26-0.
- Racionalistična civilizacija: 1776-2000 (red.), Lublana 2008, ISBN 978-961-01-0629-6.